# Саулюс Скверняліс
Саулюс Скверняліс (лит. Saulius Skvernelis; нар. 23 липня 1970, Каунас) — литовський правник і політик, прем'єр-міністр Литви від 13 грудня 2016 до 25 листопада 2020 року, Голова Сейму Литовської Республіки з 14 листопада 2024 року.

## Біографія
Народився в Каунасі, але в дитинстві разом з батьками переїхав до Капсукаса, де 1988 року закінчив середню школу. Після школи рік навчався на факультеті фізики Вільнюського університету. 1994 року закінчив Вільнюський технічний університет Гедиміна, здобувши кваліфікацію механіка-інженера.
У 1994—1998 роках працював асистентом на кафедрі поліцейського права та професійної тактики Поліцейської академії Литви. Від 1998 до 1999 року був комісаром-інспектором дорожньої поліції комісаріату Тракайського району. У 1999—2001 роках — комісар-інспектор Організаційного відділу дорожньої поліції департаменту поліції при Міністерстві внутрішніх справ. У 2001—2003 роках обіймав посаду комісара патрульної команди Служби контролю руху Бюро поліції Литви. У 2003—2005 роках — комісар команди ескортування поліції.
2005 року закінчив магістерську програму адміністративного права в Університеті Миколаса Ромеріса, здобувши ступінь магістра права.
У 2005—2008 роках очолював службу дорожньої поліції. Від 2008 до 2011 року обіймав посаду заступника генерального комісара поліції, а від 2011 до 2014 — генерального комісара поліції.
У 2014—2016 роках був міністром внутрішніх справ Литовської Республіки. На виборах до Сейму 2016 року очолив список Союзу селян і зелених, а після перемоги списку 17 листопада 2016 року президент Литви представив кандидатуру Скверняліса на посаду прем'єр-міністра. 22 листопада 2016 Сейм її схвалив. Скверняліс очолював уряд до кінця листопада 2020 року.